# Tipula (Schummelia) dolichopezoides
Tipula (Schummelia) dolichopezoides is een tweevleugelige uit de familie langpootmuggen (Tipulidae). De soort komt voor in het Afrotropisch gebied.